# Parbati
|  | Per a altres significats, vegeu «Parvati». |

Parbati és un riu de l'Índia, afluent del Chambal, en part a Madhya Pradesh i part al Rajasthan. Neix a les muntanyes Vindhya prop del poble de Makgardha, i corre en direcció nord entrant al Rajasthan on s'uneix al Chambal a Pali després d'un curs de 355 km. Les cascades de Guhor són molt pintoresques al temps de pluges. El riu porta aigua abundant durant vuit mesos i els altres quatre va quasi sec.
Els seus afluents són el Sip, Sarari i Parang per l'est, i l'Andheri per l'oest.
- Pel riu del mateix nom a Himachal Pradesh, vegeu: Parbati (Himachal Pradesh)